# Chiesa della Santissima Trinità (Parma)
La chiesa della Santissima Trinità, detta della Trinità Vecchia per distinguerla dall'omonimo oratorio dei Rossi, è un luogo di culto cattolico dalle forme barocche, situato in borgo della Trinità 5 a Parma, in provincia e diocesi di Parma; è sede di una parrocchia compresa nella zona pastorale della città.

## Storia
La chiesa è ricordata per la prima volta in un documento del 1230. Appartenne prima ai domenicani, che la tennero fino al 1233, poi al Capitolo della Cattedrale e dal 1584 alla confraternita del Corpo di Cristo.
Al tempio nel 1401 venne affiancato un ospizio per i pellegrini e famiglie indigenti grazie alla donazione di Giliolo Rondani. A ricordo del benefattore sull'edificio fu posta una pietra scolpita con l'immagine di un pellegrino e la data MCCCC. L'edificio venne ampliato nel 1743 e assunse la forma attuale nel 1813.
Nella chiesa sono stati sepolti, tra gli altri, il poeta Carlo Innocenzo Frugoni, l'architetto Louis-Auguste Feneulle e il pittore Giuseppe Baldrighi.

## Descrizione

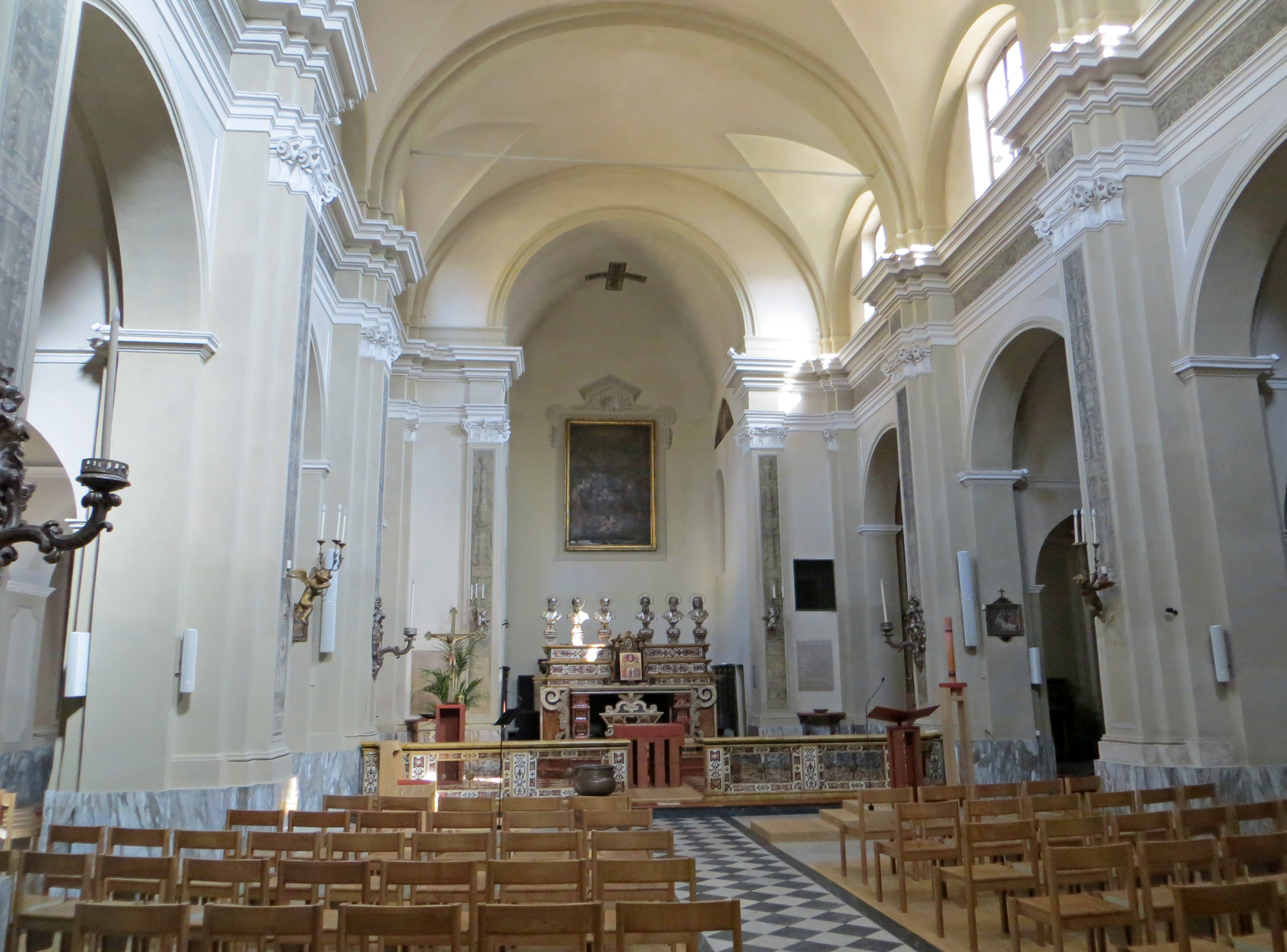
Interno

L'interno è a tre navate: a destra dell'ingresso si apre il piccolo oratorio dei Bianchi, affrescato da Innocenzo Martini e forse da un secondo artista.
Gli arredi provengono in massima parte da chiese di Parma appartenenti a ordini soppressi in epoca napoleonica: la balaustra in marmo proviene da Santa Maria del Quartiere, tenuta dai terziari francescani di san Genesio; l'organo, la cantoria e il baldacchino provengono da Santa Maria Bianca dei carmelitani scalzi; i paliotti policromi in scagliola vengono dalla chiesa dei cappuccini; l'ornato dell'organo da San Paolo delle benedettine.